# Abû Tâshfîn
Abû Tâshfîn, de son nom complet Abd-er-Rahman Abu Tachefin (en arabe : عبد الرحمن أبو تاشفين), est le cinquième sultan zianide du royaume de Tlemcen, situé dans l'actuelle Algérie.

## Biographie
Abû Tâshfîn, fils d'Abou Hammou Moussa Ier a régné de 1318 à 1337. Il poursuit la politique de consolidation du pouvoir zianide de son père et prend la vallée du Chélif et ses environs aux tribus zénètes des Tûjîn et des Maghrâwa. Le royaume de Tilimsan contrôle plusieurs ports (dont ceux de Honaïne, Oran et Ténès) et les principales pistes transsahariennes. Abû Tâshfîn établit des relations avec l'Aragon et Majorque et fait bénéficier Tlemcen du commerce transsaharien.
Abû Tâshfîn a fait édifier la madrasa al-Tâshfîniyya vers 1327, près de la grande mosquée de Tlemcen. La madrasa a été détruite durant la colonisation française dans les années 1870 pour édifier la mairie à son emplacement. Le minaret de la Grande Mosquée d'Alger, est édifié sous son règne.

## Expédition en Ifriqiya
Abû Tâshfîn entreprend le siège de la ville de Béjaïa et fait édifier la ville-citadelle de Temzezdekt, « la purificatrice » en berbère, en hommage à l'ancienne place forte de Yaghmorassen au Maroc. Au même temps il envoie une seconde armée s'emparer de Tunis, celle-ci défait le sultan hafside Abu Yahya Abu Bakr et le contraint à se réfugier à Constantine, ou à Bône. L'armée zianide occupe la ville de Tunis.